# Andreea Cacovean
Andreea Cacovean (* 15. September 1978 in Turda) ist eine ehemalige rumänische Kunstturnerin.
Sie begann im Alter von sieben Jahren mit dem Turnen und war beim CSȘ „Cetate“ Deva aktiv. Bei den Junioren-Europameisterschaften 1992 gewann sie fünf Medaillen, darunter die Titel mit der Mannschaft, am Schwebebalken und am Boden. 1993 gewann sie bei den Junioren-Europameisterschaften vier Medaillen, darunter Gold am Stufenbarren.
1993 nahm Cacovean auch zum ersten Mal an den Weltmeisterschaften der Aktiven teil. In Birmingham konnte sie am Stufenbarren hinter den Amerikanerinnen Shannon Miller und Dominique Dawes die Bronzemedaille gewinnen.
Ihr größter Erfolg gelang ihr bei den Turn-Weltmeisterschaften 1995. Im japanischen Sabae gewann Cacovean mit der rumänischen Turnriege mit Simona Amânar, Gina Gogean, Nadia Hatagan, Alexandra Marinescu, Lavinia Miloșovici und Claudia Presăcan vor China und den USA den Weltmeistertitel.
Verletzungsbedingt musste sie 1996 zurücktreten.